# Cryptodifflugia angulata
Cryptodifflugia angulata is een Amoebozoasoort uit de familie Cryptodifflugiidae. De wetenschappelijke naam van de soort werd voor het eerst geldig gepubliceerd door Playfair in 1965. De soort komt voor op veenmos en andere groene mossen, op waterplanten en in de bodem. De soort komt voor in Australië.